# Gertrude Wilkinson

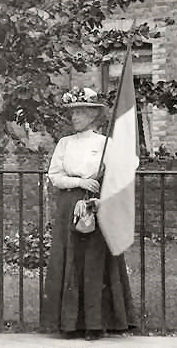
Gertrude Wilkinson demonstrierend in Whitstable, 1909

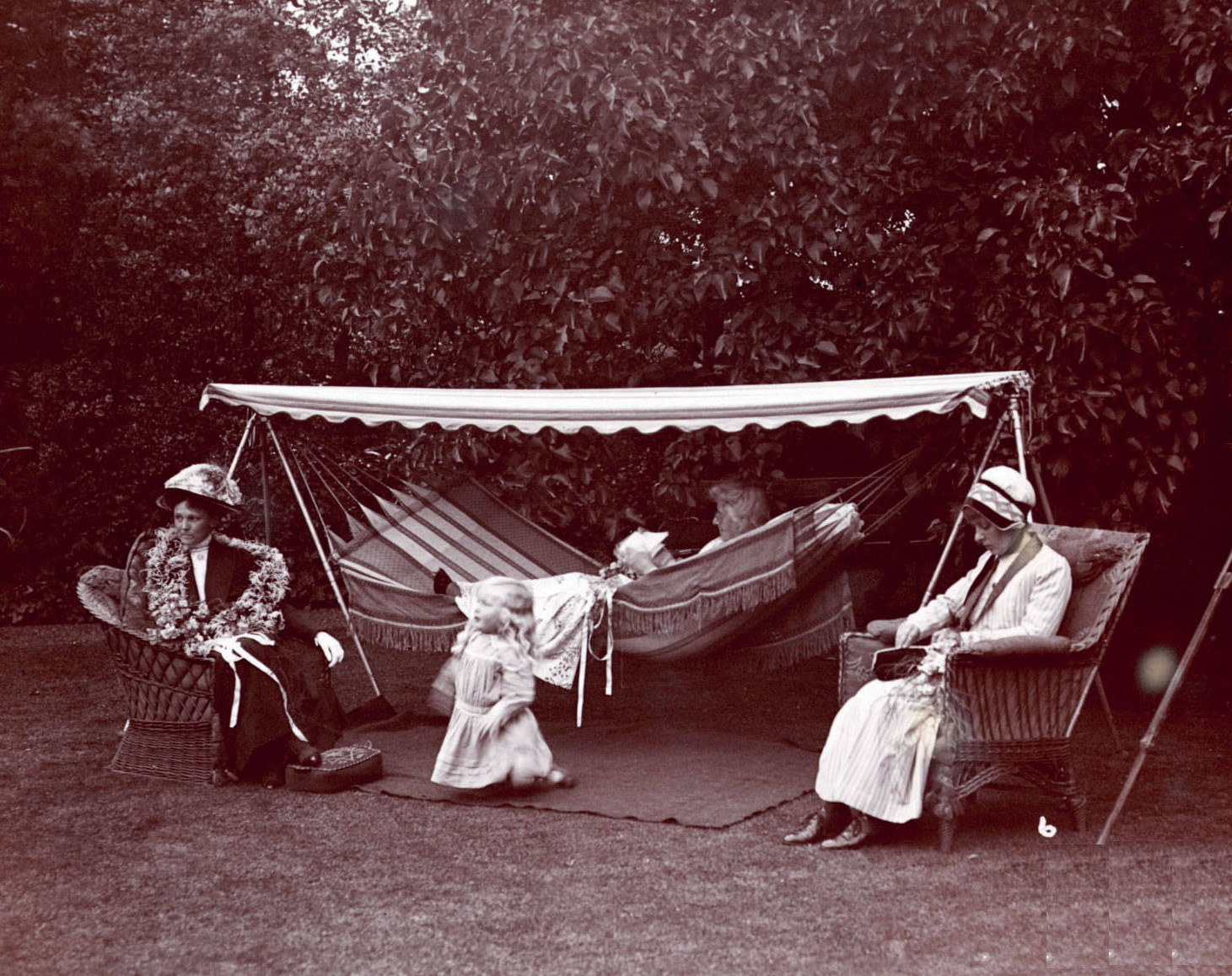
Edith Marian Begbie (Macfarlanes Schwester), Rose Lamartine Yates’ dreijähriger Sohn Paul, Gertrude Wilkinson und Florence Macfarlane im Garten von Dorset Hall, dem Haus von Yates, nach einem Gefängnisaufenthalt und Hungerstreik, 1912.

Gertrude Jessie Heward Wilkinson, geborene Bell, sich auch als Jessie Howard ausgebend (* 1851 in Ickenham, London Borough of Hillingdon; † 19. September 1929 in Euston, London Borough of Camden), war eine englisch-britische Suffragette.

## Leben
Wilkinson war die Tochter von Jessie und Benjamin Bell. Im Alter von 18 Jahren heiratete sie am 14. Juni 1870 in der St John’s Church in Hampstead den Rechtsanwalt William John Wilkinson (* 1844). Sie hatten sieben Kinder: Eleanor Gertrude (* 1872); William D. (* 1873), John H. (* 1875), Ethel Mary (* 1876), Martin Blakeston (* 1877),;Geoffrey Andrew (* 1882) und Leonard Garth (* 1883).
Wilkinson wurde eine militante Suffragette und Mitglied Women’s Social and Political Union (WSPU). Sie ist in der sogenannten Roll of Honour of Suffragette Prisoners der Suffragette Fellowship aufgeführt. Während ihrer militanten Einsätze für das Frauenwahlrecht benutzte sie manchmal den Decknamen „Jessie Howard“.
1909 wurde sie bei einer Kampagne in Whitstable zusammen mit Rose Lamartine Yates und einer Miss Barry fotografiert. Yates hatte in der Nähe in Seasalter ein Ferienhaus, und Wilkinson wohnte in der Nähe. Die beiden Suffragetten waren eigentlich im Urlaub.
1912 wurde Wilkinson bei einer Aktion inhaftiert. In der Haft trat sie in den Hungerstreik und wurde zwangsernährt, wofür sie von der WSPU wie andere Suffragetten mit der sogenannten „Hungerstreikmedaille“ For Valour ausgezeichnet wurde. Um die Moral im Gefängnis aufrechtzuerhalten, sorgten die Inhaftierten für die eigene Unterhaltung. Am 10. Juni 1912 sangen die drei inhaftierten älteren Frauen, die „Großmütter“ Wilkinson, Janet Boyd und Mary Ann Aldham, gemeinsam. Bei einer anderen Gelegenheit führten einige der Frauen eine Szene aus Der Kaufmann von Venedig auf, wobei Evaline Hilda Burkitt die Rolle des „Shylock“ und Doreen Allen die Rolle der „Narissa“ spielte.
Bei ihrer Entlassung aus dem Gefängnis ging es insbesondere den Schwestern Florence Macfarlane und Edith Marian Begbie nicht gut und sie wirkten sehr gebrechlich. Sie konnten sich zusammen mit Wilkinson bei Yates in deren Haus, Dorset Hall, erholen.
Wilkinson war Mitglied des Sheffielder Zweigs der WSPU und wurde 1913 Literature Secretary der Women’s Freedom League (WFL).
Wilkinson wohnte am Oakley Square 29 in Camden Town, wo sie 1929 verstarb.